# Topçu
Topçu è un comune dell'Azerbaigian situato nel distretto di İsmayıllı. Conta una popolazione di 1 431 abitanti.